# سیارک ۱۷۲۳۳
سیارک ۱۷۲۳۳ (به انگلیسی: 17233 Stanshapiro، نامگذاری:2000DU58) هفده هزار و دویست و سی و سومین سیارک کشف شده‌است که در ۲۹ فوریه ۲۰۰۰ کشف شد.
قدر مطلق سیارک برابر ۱۷.۰ است.